# 田中良 (トレーナー)
田中 良（たなか りょう）は、京都府出身のコンディショニングトレーナー。早稲田大学教育学部体育学専修卒で、タレント、女優、アナウンサー、S級競輪選手、アマ・プロスポーツ選手などのコンディショニングトレーナーとして活躍中。
京都府に生まれ福井県高浜町に育つ。両親・兄は英語教員。

## 略歴
中学校時代はハンドボールで県大会優勝・北信越で2位。借り出された陸上県大会で3種競技優勝・400M優勝。三種競技の100Mの記録は単体100M優勝タイムを上回る。
高校時代はハンドボールと400mで国体、インターハイ出場。ハンドボールではインターハイ、国体ではつねに上位に。日本ランキング12位が最高位。400mでは国体優勝。
大学時代は駅伝で有名な早稲田大学競走部へ。日本選手権出場、関東インターカレッジ、全日本インターカレッジ、東京六大学対抗、早慶戦、日本選手権兼世界陸上代表選手選考会出場。
この頃トレーナーの勉強を始める。日本ラグビー協会の及川文寿、白土保次郎に師事。
リハビリで始めたスキーでは行方剛に師事し浦佐スキースクールインストラクター、早稲田大学一般学生スキー授業では非常勤講師としてスキーを教える。
早稲田大学卒業後は現役を引退し選手の裏片として当時はアスレチックトレーナーという肩書でコンディショニングトレーナーを始める。
ダイビングはレスキューダイバーの資格を所持し、日本ゴルフメンタルトレーニング協会レッスンプロの資格も所持しゴルフにも精通している。
メディアにも多数出演しており、テレビ東京系列で放送されていた競技型バラエティ番組「TVチャンピオン」では、「肥満主婦やせさせ王選手権」、「部分やせさせ王選手権」で二冠王に輝き、その名を日本中にとどろかせた。
現在は、コンディショニングトレーナーとして活動しており、モデル、グラビアアイドル、タレント、女優、アスリートなどの体のコンディショニングやボディメイキングを指導している。

## 主なメディア出演、出版
監修著書
- 秋野暢子の「POSITIVE DIET」
- 島崎和歌子と一緒にダイエット

監修ビデオ
- 男をびしっとやせさせるVIDEO 「バックしゃん」

DVD出版
- ダイエットDVD 「痩せたいとこだけ部分痩せ 田中良の黄金プロポーションダイエット」

テレビ出演
- TBS 「ガチンコ」
- TBS 「ダイエット学院PART1」
- TBS 「ダイエット学院PART2」
- TBS 「ダイエット学院FINAL」
- TBS「健康住まい」
- TBS「秋野暢子のやせたいPART1」
- TBS「秋野暢子のやせたいPART2」
- TBS「秋野暢子のスーパーダイエット」
- TBS「島崎和歌子と一緒にダイエット」
- フジテレビ「スーパーニュース」
- TBS「学校へ行こう!」
- TBS「しあわせ結婚計画」
- テレビ東京「TVチャンピオン」30日間脂肪燃焼スペシャル私ってだめ？肥満主婦やせさせ王選手権（前編）
- テレビ東京「TVチャンピオン」30日間脂肪燃焼スペシャル私ってダメ？肥満主婦ヤセさせ王選手権（完結編）
- テレビ東京「TVチャンピオン」部分やせさせ王選手権
- テレビ東京「TVチャンピオンファイナル」和菓子王 特別審査員
- テレビ朝日「くりぃむナントカ」ダイエットツアー

雑誌掲載
- 『non-no』（ノンノ）
- 『セブンティーン』（セブンティーン）
- 『MORE』（モア）
- 『LEE』（リー）
- 『PINKY』（ピンキー）
- 『MINE』（マイン）
- 『saita』（サイタ）
- 『Tarzan』（ターザン）
- 『ATHRA』（アスラ）
- 『OZ magazine』（オズマガジン）
- 『ar』（アール）
- 『ナーシングカレッジ』
- 『エルティーン』
- 『幼児教育』
- 『開花』
- 『カタログハウス』

## その他
- 西武系旅行代理店ホノルルマラソン2001、2002コーディネート
- 2006.01 「au」「SoftBank」公式携帯サイト 噂のメントレダイエット